# 궁수자리 타우
궁수자리 타우(τ Sgr)는 궁수자리 방향에 있는 항성이다.

## 상세
궁수자리 타우의 겉보기등급은 +3.3으로 별자리 내 밝은 항성들의 반열에 들어간다. 시차 자료로부터 구한 이 별까지의 거리는 약 122 광년 (37 파섹)이다.
궁수자리 타우의 분광형은 K1의 거성으로 질량은 태양보다 25% 크다. 타우의 외포층 유효 온도는 4459 켈빈으로 태양보다 낮으며 이 온도에서 오렌지색 빛을 발한다. 간섭계로 측정한 궁수자리 타우의 각지름은 주연감광 효과를 고려하여 보정하면 3.93 ± 0.04 mas로 항성까지의 거리를 대입하면 타우의 물리적 반지름은 태양의 약 16 배로 나온다.
타우별은 태양과 비슷한 질량의 항성이 중심핵의 수소를 소진하여 진화한 레드클럼프 거성으로, 적색거성가지 단계를 이미 통과했으며 중심핵에서 헬륨 융합을 시작했다.

## Wow! 신호
궁수자리 타우는 1977년 Wow! 신호의 근원들로 지목된 별자리 항성들(별자리의 전통적인 윤곽선을 형성하는 항성) 중 지구에서 가장 가까운 별이다.

## 이름과 어원
- 궁수자리 타우는 다음 별자리들의 일원이다.
  - 찻주전자 별자리: 궁수자리 타우, 감마, 엡실론, 제타, 람다, 시그마, 피.[12]
  - 나암 알 사디라 또는 나말사디라(النعم السادرة, 돌아오는 타조들): 궁수자리 타우, 피, 제타, 키(이중성), 시그마.[13]
    - 나말사디라의 원조 구성원 넷: 궁수자리 타우, 피, 키1, 키2.[14]

  - 알 우드히(타조들의 둥지): 궁수자리 타우, 누, 프시, 오메가, 60, 제타.[13]
  - 중화권의 두수: 궁수자리 타우, 피, 람다, 뮤, 시그마, 제타. 타우별 하나만을 일컫는 이름은 두수5(斗宿五)이다.[15]